# Antonio José Díaz
Antonio José Díaz Fernández (Caracas, 12 giugno 1980) è un karateka venezuelano.
È conosciuto per aver vinto medaglie d'oro nel kata ai campionati del mondo in Francia (2012) e Serbia (2010), vincitore del World Games di Cali in Colombia e una medaglia d'argento ai Campionati del Mondo in Giappone 2008. Ha vinto la medaglia di bronzo al WKF Campionati del mondo di karate 2002, 2004 e 2006 a kata individuale maschile. Ha anche vinto il Pan American Medaglia Karate Federation Senior Championships Oro 12 volte.
Ha rappresentato il Venezuela ai Giochi olimpici estivi di Tokyo 2020, dove è stato alfiere durante la cerimonia d'apertura della manifestazione, assieme alla judoka Karen León. Ha gareggiato nel kata, senza riuscire a salire sul podio, a causa della sconfitta rimediata contro lo statunitense Ariel Torres nell'incontro valevole per il bronzo.

## Karate
Antonio ha dominato lo sport del karate per un certo tempo nella divisione del kata. Il suo principale rivale è Luca Valdesi. I loro incontri sono stati feroci, 18 in totale, con il venezuelano dopo aver vinto otto delle loro competizioni.
Díaz pratica lo stile di Shitō-ryū. 
Ha iniziato a praticare questo stile sotto Shoko Sato, il primo sensei giapponese ad andare in Venezuela, dal ramo di Shitokai. Attualmente esercita Inoue-ha Shitō-ryū. Díaz ha iniziato karate quando aveva cinque anni e ha iniziato a competere quattro anni più tardi. Fortemente influenzato da entrambi i suoi genitori, che erano karateka, ha continuato a praticare l'arte marziale nonostante la perdita di tutti i suoi primi concorsi ed essendo stato detto di essere un karateka regolare con nessun talento particolare. Egli ha dichiarato di aver iniziato il karate in stile Shotokan, ma perché aveva praticato solo per cinque mesi prima di iniziare la formazione in Shitō-ryū, lui non si considera di essere stato influenzato dal precedente.
Ha partecipato al suo primo campionato panamericano quando aveva tredici anni e ha vinto, per la prima volta, il primo posto nel kumite. Fino all'età di diciassette anni ha vinto la maggior parte nella divisione del kumite.

## Palmarès
- Mondiali

Madrid 2002: bronzo nel kata individuale;
Monterrey 2004: bronzo nel kata individuale;
Tampere 2006: bronzo nel kata individuale;
Tokyo 2008: argento nel kata individuale;
Belgrado 2010: oro nel kata individuale;
Parigi 2012: oro nel kata individuale;
Brema 2014: bronzo nel kata individuale;
Linz 2016: bronzo nel kata individuale;
- Giochi mondiali

Akita 2001: bronzo nel kata individuale;
Duisburg 2005: oro nel kata individuale;
Kaohsiung 2009: bronzo nel kata individuale;
Cali 2013: oro nel kata individuale;
Breslavia 2017: bronzo nel kata individuale;
- Giochi panamericani

Winnipeg 1999: argento nel kata individuale;
Santo Domingo 2003: oro nel kata individuale;
Lima 2019: oro nel kata individuale;
- Giochi mondiali sulla spiaggia

Doha 2019: bronzo nel kata individuale;